# Melomys dollmani
Melomys dollmani is een knaagdier uit het geslacht Melomys dat voorkomt in de bergen van Papoea-Nieuw-Guinea, van Mount Sisa en Mount Hagen tot het Okapa-gebied. Waarschijnlijk leeft hij in bomen. Er zijn vrij weinig exemplaren bekend, wat suggereert dat hij zeldzamer is in het wild dan zijn nauwe verwant M. rufescens.
De taxonomische geschiedenis van deze soort is verward. Melomys rufescens dollmani Rümmler werd meestal als een synoniem van Melomys rufescens gracilis gezien, tot enkele studies in 1993 en 1994 aantoonden dat er twee soorten uit de M. rufescens-groep waren in het oosten van Nieuw-Guinea, zodat M. gracilis een aparte soort werd. Menzies (1996) bleef M. gracilis echter als een ondersoort van M. rufescens behandelen. Uiteindelijk gaven Musser & Carleton (2005) een oplossing: gracilis was inderdaad een ondersoort van rufescens, maar dollmani is een aparte soort, iets heel anders dan gracilis.
Musser & Carleton gaven een aantal kenmerken waarin dollmani van rufescens verschilt in het gebied waar ze allebei voorkomen: dollmani heeft een langer lichaam, langere achtervoeten en een veel langere staart; een grotere schedel, maar kortere kiezen en een smallere zygomatische plaat; wolligere vacht; één of drie haren per staartschub (M. rufescens heeft er altijd één). M. dollmani deelt met M. rufescens een lange, dichte roodachtige vacht, een beetje witte vacht op de buik en een lange, donkere grijpstaart. De kop-romplengte bedraagt 131 tot 140 mm, de staartlengte 175 tot 195 mm, de achtervoetlengte 27 tot 31 mm en de oorlengte 17 tot 18 mm.